# Didier Deschamps
Didier Claude Deschamps (pronunție în franceză [didje deʃɑ̃]; n. 15 octombrie 1968, Bayonne, Franța) este un fost jucător francez de fotbal, membru al echipei naționale a țării sale și antrenor de fotbal la mai multe echipe.
Din 2012, Deschamp este antrenor al echipei naționale de fotbal a Franței. La Campionatul Mondial de Fotbal 2018 din Rusia, Didier Deschamps a obținut titlul mondial cu echipa Franței, a doua oară în istoria fotbalului, după prima cucerire a titlului de către Le Bleus în 1998.

## Statistici carieră
La 26 March 2013.

### Ca jucător
| Club          | Divizie        | Sezon         | Campionat | Campionat | Cupă            | Cupă            | Europe  | Europe | Total   | Total  |
| Club          | Divizie        | Sezon         | Meciuri   | Goluri    | Meciuri         | Goluri          | Meciuri | Goluri | Meciuri | Goluri |
| Franța        | Franța         | Franța        | Campionat | Campionat | Coupe de France | Coupe de France | Europe  | Europe | Total   | Total  |
| ------------- | -------------- | ------------- | --------- | --------- | --------------- | --------------- | ------- | ------ | ------- | ------ |
| Nantes        | Division 1     | 1985–86       | 7         | 0         | 0               | 0               | 1       | 0      | 8       | 0      |
| Nantes        | Division 1     | 1986–87       | 19        | 0         | 1               | 0               | 2       | 0      | 22      | 0      |
| Nantes        | Division 1     | 1987–88       | 30        | 2         | 3               | 0               | —       | —      | 33      | 2      |
| Nantes        | Division 1     | 1988–89       | 36        | 1         | 5               | 0               | —       | —      | 41      | 1      |
| Nantes        | Division 1     | 1989–90       | 19        | 1         | 0               | 0               | —       | —      | 19      | 1      |
| Nantes        | Total          | Total         | 111       | 4         | 9               | 0               | 3       | 0      | 123     | 4      |
| Marseille     | Division 1     | 1989–90       | 17        | 1         | 5               | 3               | 4       | 0      | 26      | 4      |
| Marseille     | Total          | Total         | 17        | 1         | 5               | 3               | 4       | 0      | 26      | 4      |
| Bordeaux      | Division 1     | 1990–91       | 29        | 3         | 1               | 0               | 4       | 0      | 34      | 3      |
| Bordeaux      | Total          | Total         | 29        | 3         | 1               | 0               | 4       | 0      | 34      | 3      |
| Marseille     | Division 1     | 1991–92       | 36        | 4         | 4               | 0               | 4       | 0      | 44      | 4      |
| Marseille     | Division 1     | 1992–93       | 36        | 1         | 3               | 0               | 11      | 0      | 50      | 1      |
| Marseille     | Division 1     | 1993–94       | 34        | 0         | 4               | 0               | —       | —      | 38      | 0      |
| Marseille     | Total          | Total         | 106       | 5         | 11              | 0               | 15      | 0      | 132     | 5      |
| Italia        | Italia         | Italia        | Serie A   | Serie A   | Coppa Italia    | Coppa Italia    | Europe  | Europe | Total   | Total  |
| Juventus      | Serie A        | 1994–95       | 14        | 1         | 3               | 0               | 6       | 0      | 23      | 1      |
| Juventus      | Serie A        | 1995–96       | 30        | 2         | 1               | 0               | 8       | 0      | 39      | 2      |
| Juventus      | Serie A        | 1996–97       | 26        | 1         | 3               | 0               | 10      | 0      | 39      | 1      |
| Juventus      | Serie A        | 1997–98       | 25        | 0         | 0               | 0               | 8       | 0      | 33      | 0      |
| Juventus      | Serie A        | 1998–99       | 29        | 0         | 1               | 0               | 9       | 0      | 39      | 0      |
| Juventus      | Total          | Total         | 124       | 4         | 8               | 0               | 41      | 0      | 173     | 4      |
| Anglia        | Anglia         | Anglia        | Campionat | Campionat | FA Cup          | FA Cup          | Europe  | Europe | Total   | Total  |
| Chelsea       | Premier League | 1999–00       | 27        | 0         | 6               | 0               | 14      | 1      | 47      | 1      |
| Chelsea       | Total          | Total         | 27        | 0         | 6               | 0               | 14      | 1      | 47      | 1      |
| Spania        | Spania         | Spania        | Campionat | Campionat | Copa del Rey    | Copa del Rey    | Europe  | Europe | Total   | Total  |
| Valencia      | La Liga        | 2000–01       | 13        | 0         | 1               | 0               | 7       | 0      | 21      | 0      |
| Valencia      | Total          | Total         | 13        | 0         | 1               | 0               | 7       | 0      | 21      | 0      |
| Total carieră | Total carieră  | Total carieră | 427       | 17        | 41              | 3               | 88      | 1      | 556     | 21     |

### Statistici ca antrenor
La meciul jucat pe 10 octombrie 2017..
| Echipă    | Început | Sfârșit | Rezultat | Rezultat | Rezultat | Rezultat | Rezultat   |
| Echipă    | Început | Sfârșit | M        | V        | R        | Î        | Victorii % |
| --------- | ------- | ------- | -------- | -------- | -------- | -------- | ---------- |
| Monaco    | 2001    | 2005    | 160      | 79       | 45       | 36       | 49,38      |
| Juventus  | 2006    | 2007    | 44       | 31       | 11       | 2        | 70,45      |
| Marseille | 2009    | 2012    | 164      | 82       | 41       | 41       | 50         |
| Franța    | 2012    | Prezent | 70       | 44       | 12       | 14       | 62,86      |
| Total     | Total   | Total   | 438      | 236      | 109      | 93       | 53,88      |